# Дискографія альбомів Тхейон
Південнокорейська співачка Тхейон випустила три студійні альбоми, два перевидання студійних альбомів і сім мініальбомів. Вона дебютувала в серпні 2007 року як учасниця жіночого гурту Girls' Generation, а в 2015 році почала сольну кар'єру. Станом на вересень 2019 року Тхейон була найпродаванішим жіночим сольним ідолом та п'ятою серед найпродаваніших з точки зору альбомів. У січні 2022 року показники продажів її альбомів сягнули мільйона копій, а станом на вересень 2022 року — понад 1,3 мільйона.
У жовтні 2015 року Тхейон під лейблом SM Entertainment випустила дебютний мініальбом I. Він посів друге місце в чарті Південної Кореї та розійшовся накладом понад 173 000 фізичних копій. Другий мініальбом співачки, Why (2016), очолив альбомний хіт-парад та розійшовся тиражем понад 126 000 примірників. Тхейон продала понад 250 000 копій свого першого студійного альбому My Voice (2017) і його розширеного видання. Обидві версії посіли перше місце в Кореї.
Згодом Тхейон випустила два корейськомовні мініальбоми, This Christmas: Winter Is Coming (2017) і Something New (2018), та японськомовний, Voice (2019). Її другий студійний альбом Purpose (2019) і його перевидання (2020) посіли друге місце в корейському хіт-параді, а їх загальний обсяг продажів перевищив 232 000 копій. Мініальбом співачки What Do I Call You (2020) посів четверте місце та розійшовся тиражем понад 127 000 примірників разом із продажами компакт-дисків і вінілу. Третій студійний альбом Тхейон INVU (2022) посів другий рядок чарту й розійшовся тиражем понад 248 000 фізичних копій.

## Студійні альбоми
| Назва                                                                       | Деталі | Пікові позиції у чартах | Пікові позиції у чартах | Пікові позиції у чартах | Пікові позиції у чартах | Пікові позиції у чартах | Пікові позиції у чартах | Пікові позиції у чартах | Продажі                                  |
| Назва                                                                       | Деталі | KOR                     | AUS Dig.                | FRA Dig.                | JPN                     | US Heat.                | US Ind.                 | US World                | Продажі                                  |
| --------------------------------------------------------------------------- | --- | ----------------------- | ----------------------- | ----------------------- | ----------------------- | ----------------------- | ----------------------- | ----------------------- | ---------------------------------------- |
| My Voice                                                                    | - Реліз: 28 лютого 2017 - Лейбл: SM - Формат: CD, цифрове завантаження, потокове мультимедіа                     | 1                       | —                       | —                       | 39                      | 19                      | 43                      | 2                       | - Південна Корея: 151 000                |
| Purpose                                                                     | - Реліз: 28 жовтня 2019 - Лейбл: SM - Формат: CD, цифрове завантаження, потокове мультимедіа                     | 2                       | 23                      | 73                      | 25                      | 14                      | 41                      | 9                       | - Південна Корея: 172 000 - Японія: 3000 |
| INVU                                                                        | - Реліз: 14 лютого 2022 - Лейбл: SM - Формат: CD, компакт-касета, LP, цифрове завантаження, потокове мультимедіа | 2                       | —                       | —                       | 18                      | 20                      | —                       | —                       | - Південна Корея: 248 000 - Японія: 4000 |
| «—» позначає реліз, який не потрапив у чарт або не вийшов на цій території. | |                         |                         |                         |                         |                         |                         |                         |                                          |

### Перевидання
| Назва                                                                       | Деталі                                                                                                 | Пікові позиції у чартах | Продажі                   |
| Назва                                                                       | Деталі                                                                                                 | KOR                     | Продажі                   |
| --------------------------------------------------------------------------- | --- | ----------------------- | ------------------------- |
| My Voice: Deluxe Edition                                                    | - Реліз: 5 квітня 2017 - Лейбл: SM - Формат: CD, Kihno kit, цифрове завантаження, потокове мультимедіа | 1                       | - Південна Корея: 106 000 |
| Purpose (Перевидання)                                                       | - Реліз: 15 січня 2020 - Лейбл: SM - Формат: CD, Kihno kit, цифрове завантаження, потокове мультимедіа | 2                       | - Південна Корея: 60 000  |
| «—» позначає реліз, який не потрапив у чарт або не вийшов на цій території. | |                         |                           |

## Мініальбоми

### Корейські
| Назва                                                                       | Деталі | Пікові позиції в чартах | Пікові позиції в чартах | Пікові позиції в чартах | Пікові позиції в чартах | Пікові позиції в чартах | Продажі                                 |
| Назва                                                                       | Деталі | KOR                     | JPN                     | US Heat.                | US Ind.                 | US World                | Продажі                                 |
| --------------------------------------------------------------------------- | --- | ----------------------- | ----------------------- | ----------------------- | ----------------------- | ----------------------- | --------------------------------------- |
| I                                                                           | - Реліз: 7 жовтня 2015 - Лейбл: SM - Формат: CD, LP, Kihno kit, цифрове завантаження, потокове мультимедіа | 2                       | 21                      | 5                       | 38                      | 1                       | - Південна Корея: 173 000 - США: 2000   |
| Why                                                                         | - Реліз: 28 червня 2016 - Лейбл: SM - Формат: CD, Kihno kit, цифрове завантаження, потокове мультимедіа    | 1                       | 30                      | 15                      | 48                      | 2                       | - Південна Корея: 126 000               |
| This Christmas: Winter Is Coming                                            | - Реліз: 12 грудня 2017 - Лейбл: SM - Формат: CD, цифрове завантаження, потокове мультимедіа               | 2                       | —                       | —                       | —                       | 6                       | - Південна Корея: 69 000                |
| Something New                                                               | - Реліз: 18 червня 2018 - Лейбл: SM - Формат: CD, цифрове завантаження, потокове мультимедіа               | 3                       | 35                      | —                       | —                       | 4                       | - Південна Корея: 78 000                |
| What Do I Call You                                                          | - Реліз: 15 грудня 2020 - Лейбл: SM - Формат: CD, LP, цифрове завантаження, потокове мультимедіа           | 4                       | —                       | —                       | —                       | —                       | - Південна Корея: 127 000               |
| To. X                                                                       | - Released: 27 листопада 2024 - Лейбл: SM - Формат: CD, LP, цифрове завантаження, потокове мультимедіа     | 2                       | —                       | —                       | —                       | —                       | - Південна Корея: 155 027 - Японія: 334 |
| Letter to Myself                                                            | - Реліз: 18 листопада 2024 - Лейбл: SM - Формат: CD, цифрове завантаження, потокове мультимедіа            | 4                       | —                       | —                       | —                       | —                       | - Південна Корея: 88 641                |
| «—» позначає реліз, який не потрапив у чарт або не вийшов на цій території. | |                         |                         |                         |                         |                         |                                         |

### Японські
| Назва                                                                       | Деталі | Пікові позиції у чартах | Пікові позиції у чартах | Продажі          |
| Назва                                                                       | Деталі | JPN                     | US World                | Продажі          |
| --------------------------------------------------------------------------- | --- | ----------------------- | ----------------------- | ---------------- |
| Voice                                                                       | - Реліз: 5 червня 2019 - Реліз: EMI Records, Universal Music Japan - Формат: CD, цифрове завантаження, потокове мультимедіа              | 6                       | 11                      | - Японія: 19 000 |
| #GirlsSpkOut                                                                | - Реліз: 18 листопада 2020 (Японія) - Лейбл: EMI Records, Universal Music Japan - Формат: CD, цифрове завантаження, потокове мультимедіа | 9                       | —                       | - Японія: 5000   |
| «—» позначає реліз, який не потрапив у чарт або не вийшов на цій території. | |                         |                         |                  |